# ستيفان ليرش
ستيفان ليرش (بالألمانية: Stephan Lerch)‏ هو لاعب كرة قدم ومدرب كرة قدم ألماني، ولد في 10 أغسطس 1984 في دارمشتات في ألمانيا.

## وصلات خارجية
- ستيفان ليرش على موقع قاعدة بيانات كرة القدم.إي يو (الإنجليزية)
- ستيفان ليرش على موقع عالم كرة القدم.نت (الإنجليزية)